# Haplogruppe F (Y-DNA)
Haplogruppe F ist in der Humangenetik eine Haplogruppe des Y-Chromosoms. Diese Haplogruppe und ihre Subgruppen enthalten 90 % der übrigen männlichen Weltbevölkerung. Darunter fallen so gut wie alle Menschen außerhalb Afrikas, außer Teile von Tibet, Japan, Mongolei, Kasachstan, Polynesien und Aborignies in Australien, während zumindest ein Teil dieser Bevölkerungen zu Haplogruppe F gehört. 

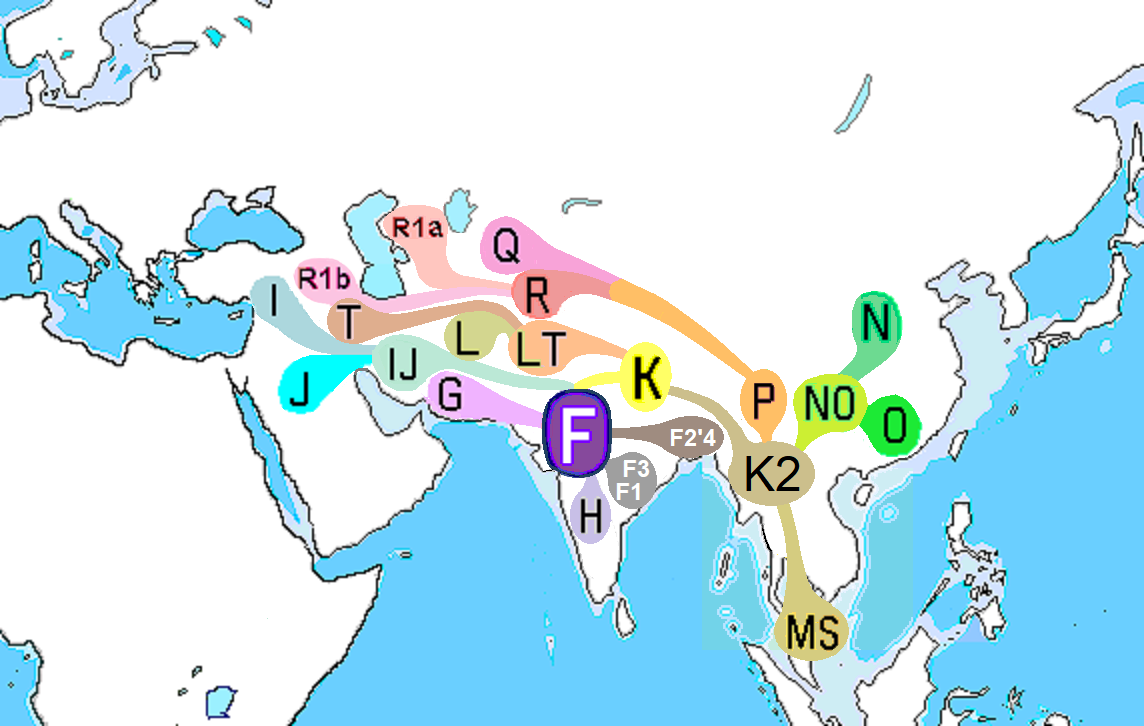
Herkunft und Verbreitung der Haplogruppe ‘K’ auf dem Y-Chromosom.

Die Haplogruppe könnte vor 50.000 Jahren in Nordafrika, der Levante oder auf der Arabischen Halbinsel entstanden sein. Es wird angenommen, dass es sich dabei um eine zweite Auswanderungswelle aus Afrika handelt. Der Aufenthaltsort während der Eiszeit könnte in Äthiopien oder im Mittleren Osten gelegen haben. Alle Nachkommen der Haplogruppe F haben sich strahlenförmig ausgebreitet. Mehrere Stämme zweigen von F ab und scheinen nach Afrika immigriert zu sein, während ihr Heimatland zu prähistorischen Zeiten in Südostasien lag. Y-Chromosom-Haplogruppen, die zu dieser Theorie gehören, sind J und R. Das Auftreten der Haplogruppen J und R1b in vorkolonialen Bevölkerungen Afrikas deckt sich mit den Afro-asiatischen Sprachen in diesem Raum.